# أحمد الناصر لدين الله
أمِيرُ اَلْمُؤْمِنِين وَخَلِيفَةُ المُسْلِمِين أبُو العَبَّاس أحمَد النَّاصِر لدين الله بن الحَسَن المُسْتَضِيء بن يُوسف المُسْتَنْجِد بن مُحَمَّد المُقْتَفي بن أحمَد المُسْتَظْهِر اَلْعَبَّاسِي اَلْهَاشِمِيِّ اَلْقُرَشِيِّ (553 - رَمَضان 622 هـ / 1158 - سَبْتَمْبَر 1225 م)، المعرُوف اختصارًا باسم النَّاصِر أو النَّاصِر لدين الله، هو الخليفة الرَّابِع والثَّلاثُون من خُلفاء بَني العبَّاس.
كان خليفة عباسياً، حكم في بغداد بين عامي (1180 - 1225 م/ 575 - 622هـ). حاول إعادة الخلافة إلى دورها المهيمن السابق. مدد سيادته إلى بلاد ما بين النهرين وبلاد فارس. كما كان أيضاً عالماً، ومؤلفاً، وشاعراً، وراوياً للحديث. تولى الحكم بعد أبيه المستضئ بأمر الله وحكم ما يقارب خمسين عاما.

## أسمه ونسبه
الناصر لدين الله أحمد بن بن المستضيء بأمر الله حسن بن المستنجد بالله يوسف بن المقتفي لأمر الله محمد العباسي الهاشمي القرشي.

## سيرته
وُلد الخليفة الناصر لدين الله ببغداد في دار الخلافة العبّاسية، بالجانب الشرقي سنة 552هـ، ولي الخلافة سنة 575هـ، وبعد خمس سنوات من حكمه زار بغداد ابن جبير الأندلسي الرحّآلة، ورأى الخليفة رأي العين متنكراً. وقال: (وهو مع ذلك، يحب الظهور للعامّة، ويؤثر التحبّب لهم، وهو ميمون النقيبة عندهم، قد استسعدوا بأيامه رخاءً وعدلاً وطيب عيش؛ فالكبير والصغير منهم داعٍ له).
فهذه شهادة رجل أندلسي لا صلة له ببني العبّاس، ولا بمَن كان ببغداد من الناس، بل ذمّهم ذمّاً قبيحاً، واعتدى عليهم لمّا رأى من الأنفة والكبرياء والعزّة والإباء. وكان الأقدار أيّدت الخليفة الناصر منذ أوّل خلافته؛ فهذا يحيى بن أبي زيد العلوي أُستاذ عِزّ الدين ابن أبي الحديد ونقيب الطالبيين بالبصرة، وأديب عصره ومؤرّخ مصره، يقول في تهنئته بالخلافة:
- وليت وعام الناس أحمر ما حل *** فجدت وجاد الغيث وانقطع المحلُ
- وكم لك من نعماء ليس بمدركٍ *** لها حاسب يوماً وإن حسب الرمل

في بداية سنوات خلافته، كان هدفه أن يسحق القوة السلجوقية، فحرّض تمردًا ضد السلطان السلجوقي، فهاجم شاه خوارزم تيكيش القوات السلجوقية، وهزمهم. منح تيكيش الخليفة بعض محافظات بلاد فارس التي كان أخذها السلاجقة.
أرسل الناصر لدين الله وزيره إلى تيكيش مع بعض الهدايا، لكن الوزير الأحمق أغضب تيكيش حاد المزاج، فهاجم تيكيش قوات الخليفة ودحرهم. سادت العَلاقات العدائية فيما بينهما عدّة سنوات. ثم اغتيل حاكم من حكام تيكيش، بأمر من الخليفة، بواسطة مبعوث إسماعيلي.
قال ابن النجار: «دانت السلاطين للناصر، ودخل في طاعته من كان من المخالفين، وذللت له العتاة والطغاة، وانقهرت بسيفه الجبابرة، واندحض أعداؤه، وكثر أنصاره، وفتح البلاد العديدة، وملك من الممالك مالم يملكه أحد ممن تقدمه من الخلفاء والملوك، وخطب له ببلاد الأندلس وبلاد الصين». وقال ابن واصل: «كان الناصر شهمًا، شجاعًا، ذا فكرة صائبة، وعقل رصين، ومكر ودهاء، وله أصحاب أخبار في العراق وسائر الأطراف، يطالعونه بجزئيات الأمور». ثم قال: «وكان مع ذلك ردئ السيرة في الرعية، مائلا للظلم والعسف، ففارق أهل البلاد بلادهم، وأخذ أموالهم وأملاكهم، وكان يفعل أفعالا متضادة، وكان يتشيع ويميل إلى مذهب الإمامية بخلاف آبائه. وكان الناصر إذا أطعم أشبع، وإذا ضرب أوجع، وله مواطن يعطى فيها عطاء من لا يخاف الفقر». وقال الذهبي: «ولم يل الخلافة أحد أطول منه مدة، فإنه أقام فيها 47 سنة، ولم تزل مدة حياته في عز وجلالة، وقمع الأعداء، واستظهر على الملوك، ولم يجد ضيما، ولاخرج عليه خارجي إلا قمعه، ولامخالف إلا دفعه، وكل من أضمر له سوءا رماه الله بالخذلان، وكانت له حيل لطيفة ومكائد غامضة وخدع لايفطن لها أحد، يوقع الصداقة بين ملوك متعادين وهم لايشعرون، ويوقع العداوة بين ملوك متفقين وهم لايفطنون».

## سياسته
الناصر لدين الله استوزر رجلاً علويّاً هو نصير الدين ناصر بن مهدي، العلوي الرازي، وهكذا دخل العلويون والحنابلة رغم شافعية الخليفة، وكانوا قبْلُ أعداء، دخلوا في خدمة الدولة العبّاسية، وأصبحوا بنعمة الله إخواناً، ولم يُبق للتعصّب المذهبي الذي ضعضع الدولة العبّاسية أثراً، فلا تزال الطائفية شوكاً على الدول قديماً وحديثاً، والحاكم الصالح هو الذي يقمع الطائفية بالعدل والإنصاف والمساواة، وبذل العناية والمراعاة لجميع طوائف شعبه وأفرادهم، وهكذا كان الخليفة الناصر لدين الله، حتى أتى بمعجزة بشريّة في الحكم ما نالها الخلفاء الأوّلون ولا أدركها الآخرون. وكان كل مَن آنس منه تعصّباً ذميماً من رجال الدولة ضربه ضربة قاسية، وصار قدوة صالحة لرجال الدولة؛ فأذعنوا جميعاً راضين، واستبان للمؤرّخ المنتصف أنّ أكثر التعصّب المذهبي المفرط كان من بابة الاحتراف والاشتغال والأعمال لنيل المناصب، وتحصيل المكاسب، والاستئثار بالأموال، ولا صلة له بحقيقة الدين وكنه البقير.
كانت سياسة الناصر لدين الله تعتمد على إحسان انتخاب الرجال للأعمال، فأدخل في خدمة الدولة طائفتين كانتا متعاديتين بينهما، ومعاديتين للدولة العباسية، وهما الشيعة والحنابلة، وقطع دابر الطائفية من دولته، وأزال آثار الأعاجم التي تذكر الشعب بسلطتهم وسلطانهم ، وكانت لا تخفى عليه خافية في الداخل والخارج، ولا يخفى عليه سر من أسرار الدول، بحيث ظن الناس أن الجن كانت تنقل إليه الاخبار.

## حربه مع الخوارزميين
بحلول عام 1217 ، احتل محمد خوارزم شاه الثاني جميع الأراضي من نهر جاكارتس إلى الخليج. أعلن نفسه شاه وطالب باعتراف رسمي من الخليفة. وعندما رفض الخليفة الناصر ادعائه ، حشد علاء الدين محمد جيشا وسار باتجاه بغداد لعزل الناصر. ومع ذلك ، عند عبور جبال زاغروس ، وقع جيش الشاه في عاصفة ثلجية و اصابتهم الامراض و تعرضوا لهزائم عديدة امام العباسيين . مات الآلاف من المحاربين. مع هلاك الجيش ، لم يكن أمام الجنرالات خيار سوى العودة إلى ديارهم.

## مؤلفاته
- «روح العارفين (كتاب)» في الحديث النبوي الشريف، رواه عن شيوخه الثقاة الأثبات، وأجاز فيه جماعة من علماء العالم الإسلامي وشرحه جماعة من المشتغلين بالحديث مهم سبط ابن الجوزي وأبي صالح نصر بن عبد الرزاق بن عبد القادر الجيلاني، وحقق الكتاب ونشره في بيروت بدري محمد فهد سنة 2001.[7][8]

### من كتابه
(حديث) قَرَأْتُ عَلَى مُحَمَّدِ بْنِ مُظَفَّرٍ بِالثَّغْرِ، أَخْبَرَكَ قَاضِي الْقُضَاةِ أَبُو الْقَاسِمِ عَبْدُ الصَّمَدِ بْنُ مُحَمَّدِ بْنِ أَبِي الْفَضْلِ الأَنْصَارِيُّ الْحَرَسْتَانِيُّ، قِرَاءَةً عَلَيْكَ وَأَنْتَ تَسْمَعُ بِدِمَشْقَ، أَنَا الْفَقِيهُ أَبُو الْحَسَنِ عَلِيُّ بْنُ أَحْمَدَ بْنِ مَنْصُورِ بْنِ مُحَمَّدِ بْنِ قَيْسٍ الْغَسَّانِيُّ الْمَالِكِيُّ، قِرَاءَةً عَلَيْهِ فِي شَوَّالٍ سَنَةَ سِتٍّ وَعِشْرِينَ وَسِتِّ مِائَةٍ، أَنَا أَبُو الْحَسَنِ أَحْمَدُ بْنُ عَبْدِ الْوَاحِدِ بْنِ مُحَمَّدِ بْنِ أَحْمَدَ بْنِ أَبِي الْحَدِيدِ السُّلَمِيُّ، قِرَاءَةً عَلَيْهِ، وَأَنَا أَسْمَعُ، أَنَا جَدِّي أَبُو بَكْرٍ مُحَمَّدُ بْنُ أَحْمَدَ بْنِ عُثْمَانَ بْنِ الْوَلِيدِ بْنِ أَبِي الْحَدِيدِ السُّلَمِيُّ، قِرَاءَةً عَلَيْهِ، وَأَنَا أَسْمَعُ، أَنَا أَبُو بَكْرٍ مُحَمَّدُ بْنُ جَعْفَرِ بْنِ مُحَمَّدِ بْنِ سَهْلٍ السَّامِرِيُّ الْخَرَائِطِيُّ بِدِمَشْقَ، سَنَةَ خَمْسٍ وَعِشْرِينَ وَثَلاثِ مِائَةٍ، ثنا سَعْدَانُ بْنُ نَصْرٍ، ثنا ابْنُ عُيَيْنَةَ، ثنا عَمْرُو بْنُ دِينَارٍ، عَنِ ابْنِ أَبِي مُلَيْكَةَ، عَنْ يَعْلَى بْنِ مَمْلَكٍ، عَنْ أُمِّ الدَّرْدَاءِ، عَنْ أَبِي الدَّرْدَاءِ، أَنَّ رَسُولَ اللَّهِ صَلَّى اللَّهُ عَلَيْهِ وَسَلَّمَ قَالَ: «مَنْ أُعْطِيَ الرِّفْقَ فَقَدْ أُعْطِيَ حَظَّهُ مِنَ الْخَيْرِ، وَمَنْ حُرِمَ حَظَّهُ مِنَ الرِّفْقِ حُرِمَ حَظَّهُ مِنَ الْخَيْرِ». رَوَاهُ التِّرْمِذِيُّ فِي الْبِرِّ عَنْ مُحَمَّدِ بْنِ يَحْيَى بْنِ أَبِي عُمَرَ، عَنْ سُفْيَانَ بْنِ عُيَيْنَةَ، فَوَقَعَ لَنَا بَدَلا. سَمِعَ بِهَذَا الشَّيْخُ مَشْيَخَةُ الْحَرَسْتَانِيُّ مِنْهُ قَرَأْتُ عَلَيْهِ كِتَابَ رُوحِ الْعَارِفِينَ بِإِجَازَتِهِ مِنَ الإِمَامِ النَّاصِرِ لِدِينِ اللَّهِ أَبِي الْعَبَّاسِ أَحْمَدَ ابْنِ الإِمَامِ الْمُسْتَنْصِرِ بِأَمْرِ اللَّهِ أَبِي مُحَمَّدٍ الْحَسَنِ ابْنِ الإِمَامِ الْمُسْتَنْجِدِ بِاللَّهِ أَبِي الْمُظَفَّرِ يُوسُفَ بْنِ الْمُقْتَضِي أَمِيرِ الْمُؤْمِنِينَ، رَضِيَ اللَّهُ عَنْهُمْ أَجْمَعِينَ.

## الناصر وصلاح الدين
أيّد الخليفة الناصر السلطان صلاح الدين الأيوبي في حروبه التي حارب بها الفرنج، وأمر الملوك في الأقطار الإسلامية بمعونته بجنودهم وجيوشهم كل على حسب طاقته الحربية، ولمّا فتح صلاح الدين القدس سنة 583هـ، ووصل الخبر إلى بغداد، بعث الناصر إليه بلوح منقوش مكتوب عليه: «﴿وَلَقَدْ كَتَبْنَا فِي الزَّبُورِ مِنْ بَعْدِ الذِّكْرِ أَنَّ الأَرْضَ يَرِثُهَا عِبَادِيَ الصَّالِحُونَ﴾، الحمد لله الذي أنجز وعده ونصر عبده، وأقام خليفة القائم بحق الله، وسيّد عترة رسول الله، وثمرة شجرته الطيّبة المعرفة إليه أبا العباس أحمد الناصر لدين الله أمير المؤمنين، أسبغ الله ظلّه على الإسلام والمسلمين وشدّ عضده بولده ووليّ عهده أبي نصر محمد عدة الدنيا والدين، وأعاد عليه تراثه وأصار إليه من البيت المقدّس على رغم أنف المشركين، وهو المحمود على أن أجري هذا الفتح على يدي دولته وسيف نصرته يوسف بن أيوب معين أمير المؤمنين». وعلّق هذا اللوح على القدس الأعظم.
وفي آخر عهد السلطان صلاح الدين، تحركت قوّى الفرنج الصليبيين، فأرسلت إنكلترا جيشاً بقيادة ملكها ريتشارد الأول ملك إنكلترا الملقب بـ«قلب الأسد»، وفرنسا جيشاً بقيادة ملكها وألمانيا بقيادة إمبراطورها. وتألّبت أوروبا جميعها للهجوم على الشرق؛ فاستغاث صلاح الدين بالخليفة الناصر لدين الله، كما ذكر كاتب صلاح الدين عماد الدين الأصفهاني في كتابه الفتح القسي في الفتح القدسي، فوعد الناصر بإرسال جيشه الخاص إلى بلاد الشام، واتّفقا بينهما على ذلك، مما يدل على وحدة الأمة وتكاتف الناصر وصلاح الدين، رُغم ما أشيع من فتور في العلاقة، ولكن صلاح الدين اكتفى بجيشه ولم يعد في حاجة ماسة إلى جيش الناصر، وذلك بتعاون وتنسيق بينهما. وكان صلاح الدين شافعيًّا مثل الناصر، وشهد الأعيان الثقاة بأنّ صلاح الدين مات وهو على الطاعة للناصر والخلافة العباسية.

## وفاته
توفى في رمضان سنة (622هـ). كان قد استحدث نظام الفتوة والتجنيد وأدخل الكثير من شباب بغداد الجيش وأزال آثار العجم، وهدم قصور السلاجقة، ودانت له الدنيا، وفتح البلدان، وسيطر الخليفة فيها كما لم يكن من قبل، وأمر ونهى، وعمّر أسوار بغداد وأعاد إليها الهيبة والمجد، وبايعه كل سلاطين المسلمين، وأدو له الطاعة، ومنهم صلاح الدين الأيوبي، الذي بعث برايته وترسه إلى الخليفة يوم وفاته، وهذا دليل على تبعيته للخليفة.